# らきるち
らきるち（1985年7月9日 - ）は、日本のライトノベル作家である。

## 来歴
秋田県能代市出身。男性。2014年3月に発売された『絶深海のソラリス』はダイオウイカや深海魚などをもとにしたクリーチャーが登場するパニックアクション・ノベルで、2014年の「ライトノベルツイッター杯2014上半期」では新作部門の第2位に、「このライトノベルがすごい!2015」では作品部門の6位にランクインしている。

## 作品一覧
- 『SatanDay Night』（イラスト: シロウ、2012年12月27日、KCG文庫〈KADOKAWA〉）[6]
- 『絶深海のソラリス』シリーズ（イラスト: あさぎり、MF文庫J〈KADOKAWA〉）
  1. 2014年3月25日[7]、ISBN 978-4-04-066391-3
  2. 2015年3月25日[8]、ISBN 978-4-04-067480-3